# Filialkirche Gerlamoos

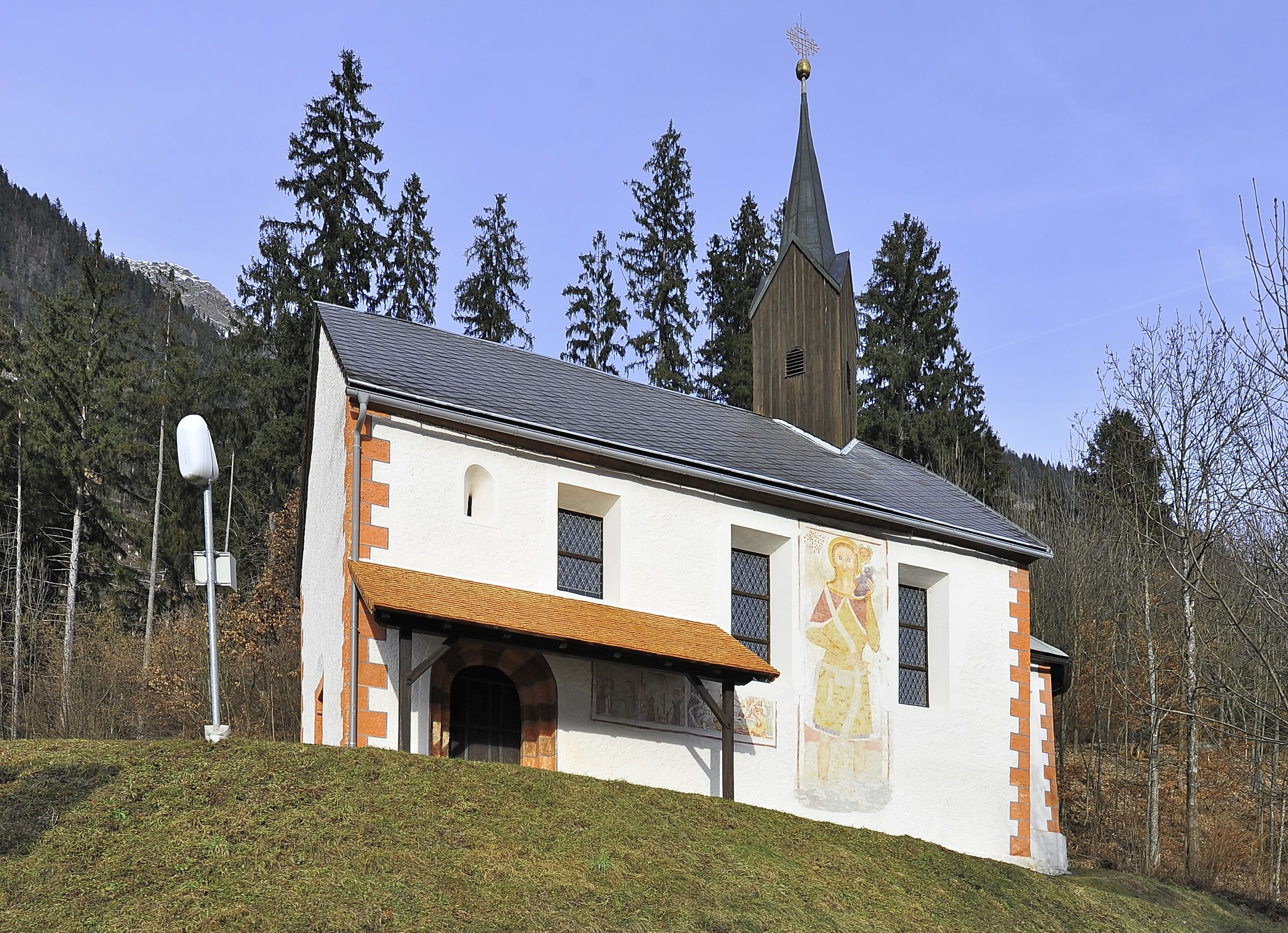
Die Kirche Hl. Georg in Gerlamoos

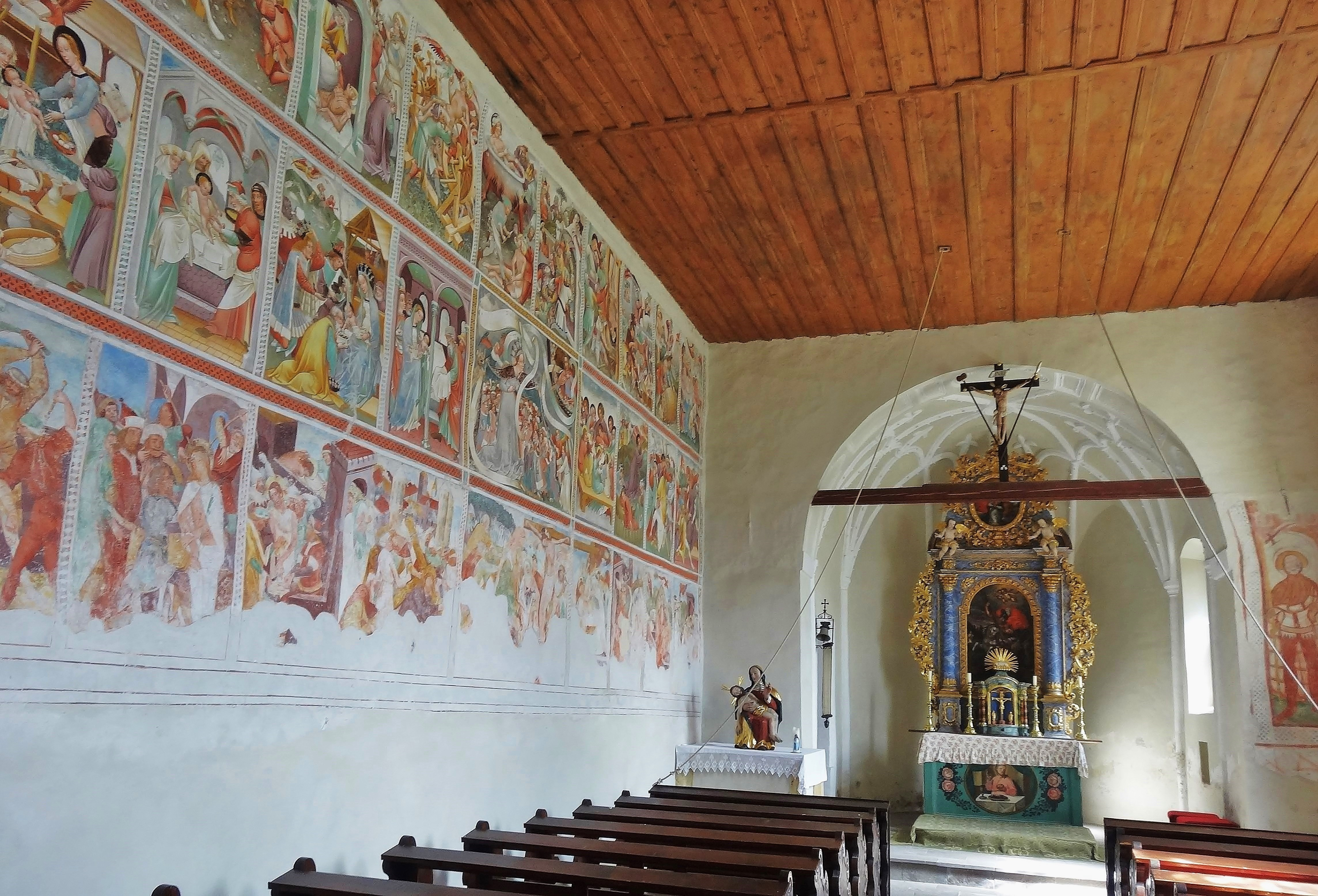
Innenansicht

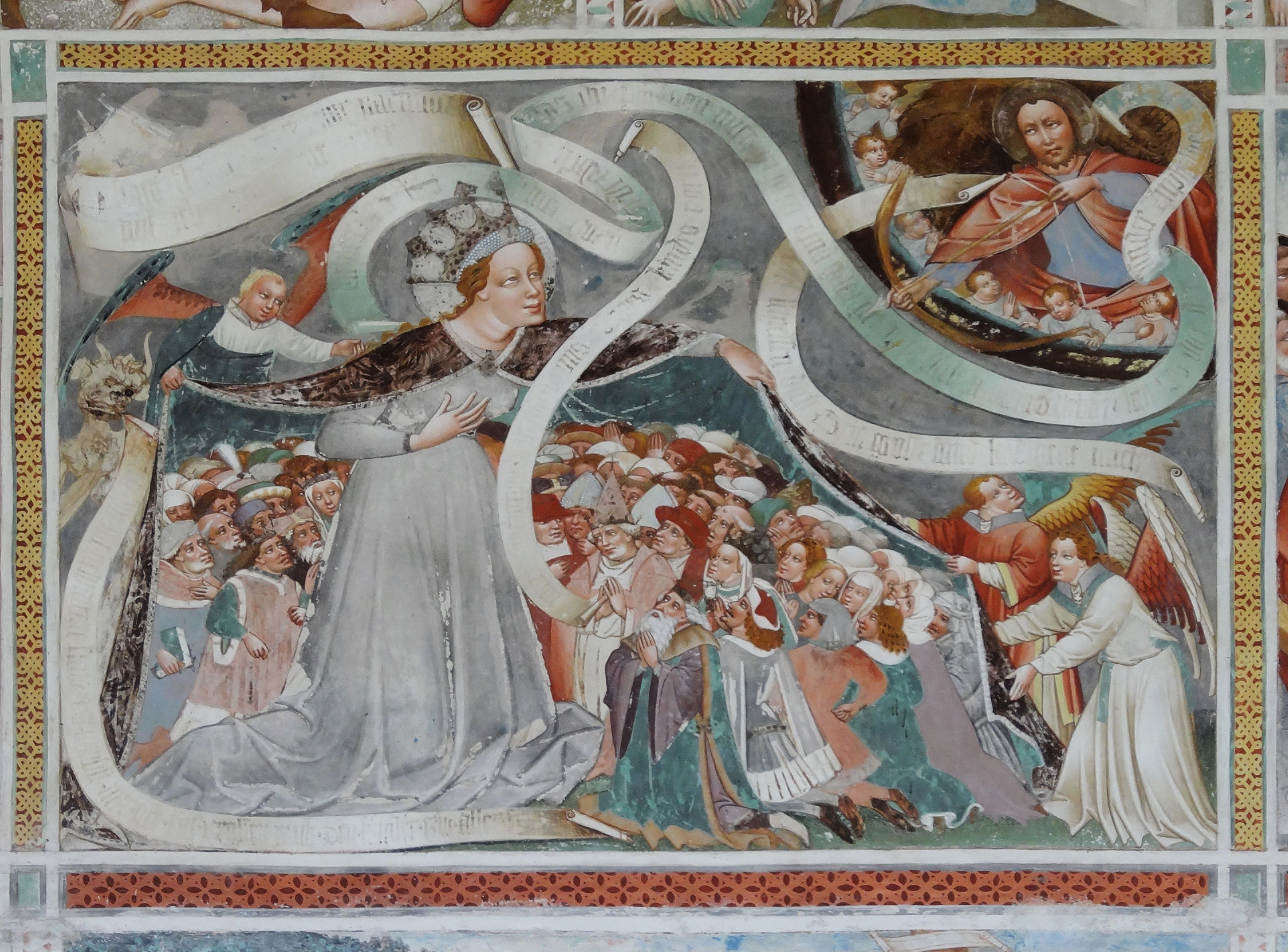
Fresko der Schutzmantelmadonna

Die Filialkirche Gerlamoos mit dem Patrozinium des heiligen Georg steht am Waldrand über dem Dorf Gerlamoos in der Gemeinde Steinfeld in Kärnten. Die Kirche fand 1065/75 als palus Gerlinde erstmals urkundlich Erwähnung und gehörte wohl zu einem abgekommenen ritterlichen Ansitz.

## Bauwerk
Der kleine romanische Bau erfuhr im 16. und 17. Jahrhundert bauliche Veränderungen. Bei der Außenrestaurierung 1998 wurde die frühbarocke, dunkelrote Architekturpolychromie wiederhergestellt. An das Langhaus schließt ein niedriger, stark eingezogener, gotischer Chor mit Fünfachtelschluss an. Nördlich am Chor ist die Sakristei angebaut. Über dem östlichen Langhaus erhebt sich ein hölzerner, mit einem Spitzgiebelhelm bekrönter Dachreiter mit einer Glocke aus dem 13. Jahrhundert. Das südliche, zweifach gestufte rundbogige Hauptportal stammt aus der Romanik. Das spätgotische Westportal besitzt einen profilierten, abgekragten Sturz. Die Fresken an der Südwand vom Ende des 14. Jahrhunderts stellen den heiligen Christophorus, den Kampf Georgs mit dem Drachen, die Kreuzigung und die Heiligen Katharina und Dorothea dar.
Der Innenraum des Langhauses ist flach gedeckt und wird von drei hochrechteckigen, barocken Fenstern in der Südwand sowie einem kleinen romanischen Schlitzfenster über dem Südportal belichtet. Im Westen ist eine hölzerne Empore eingezogen. Die Rückseite ihrer Brüstung ist mit Schablonenmalerei verziert. Ein herabgezogener, rundbogiger Triumphbogen mit breiter Laibung aus der Romanik verbindet das Langhaus mit dem Chor. Über dem Chor erhebt sich über dünnen, halbrunden Diensten ein um 1530 entstandenes, spätgotisches Stichkappengewölbe mit einem Stern aus astwerkartigen Putzrippen, die in linienförmigen Dreiblättern enden. Aus dem Frühbarock stammt der mit Rosette und Perlstab plastisch verzierte Schlussstein sowie die Stuckrahmenfelder in der Laibung des Triumphbogens. Von der Chornordwand führt eine mit Engelköpfen verzierte, frühbarocke Tür in die Sakristei.

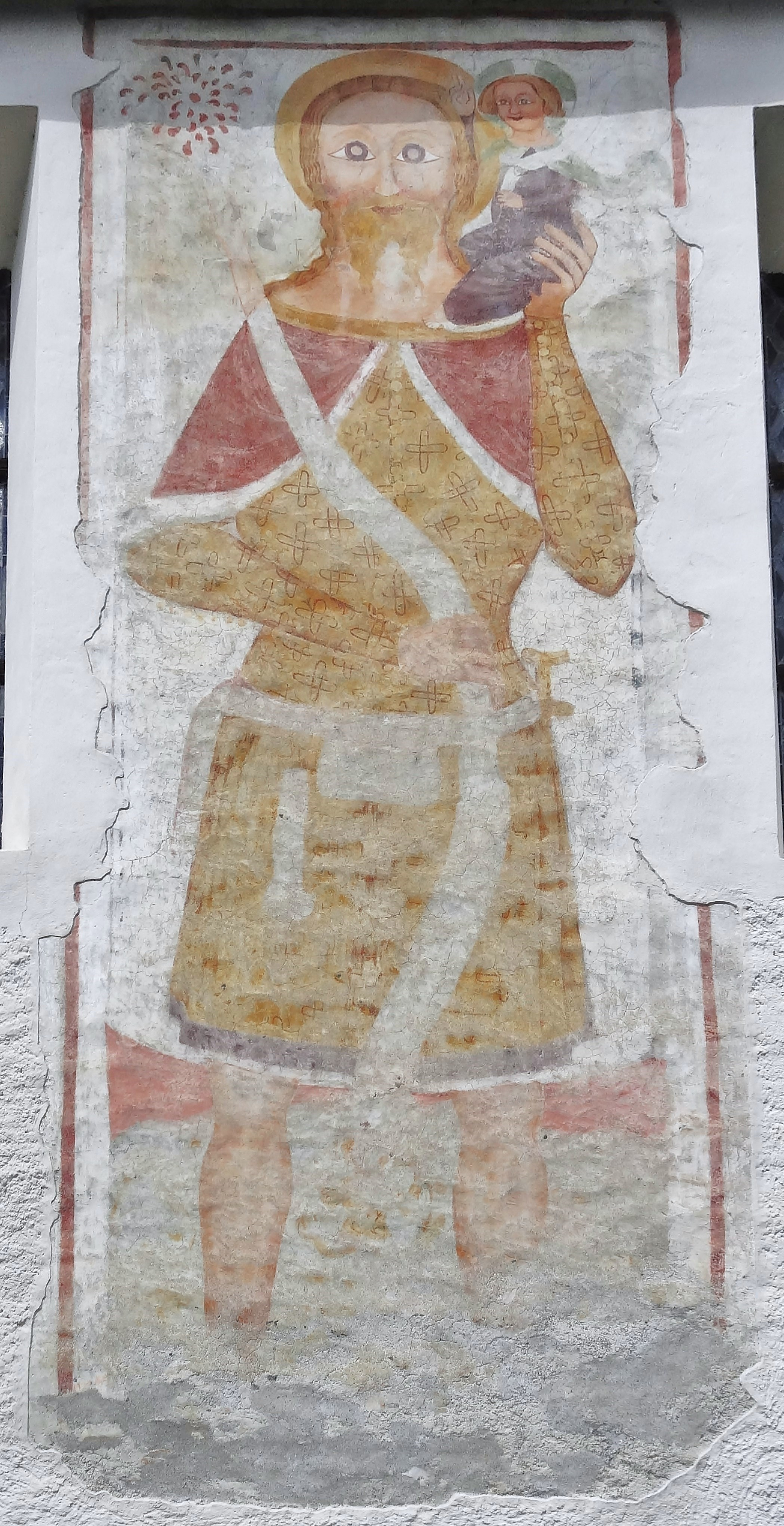
Der hl. Christophorus an der Südfassade
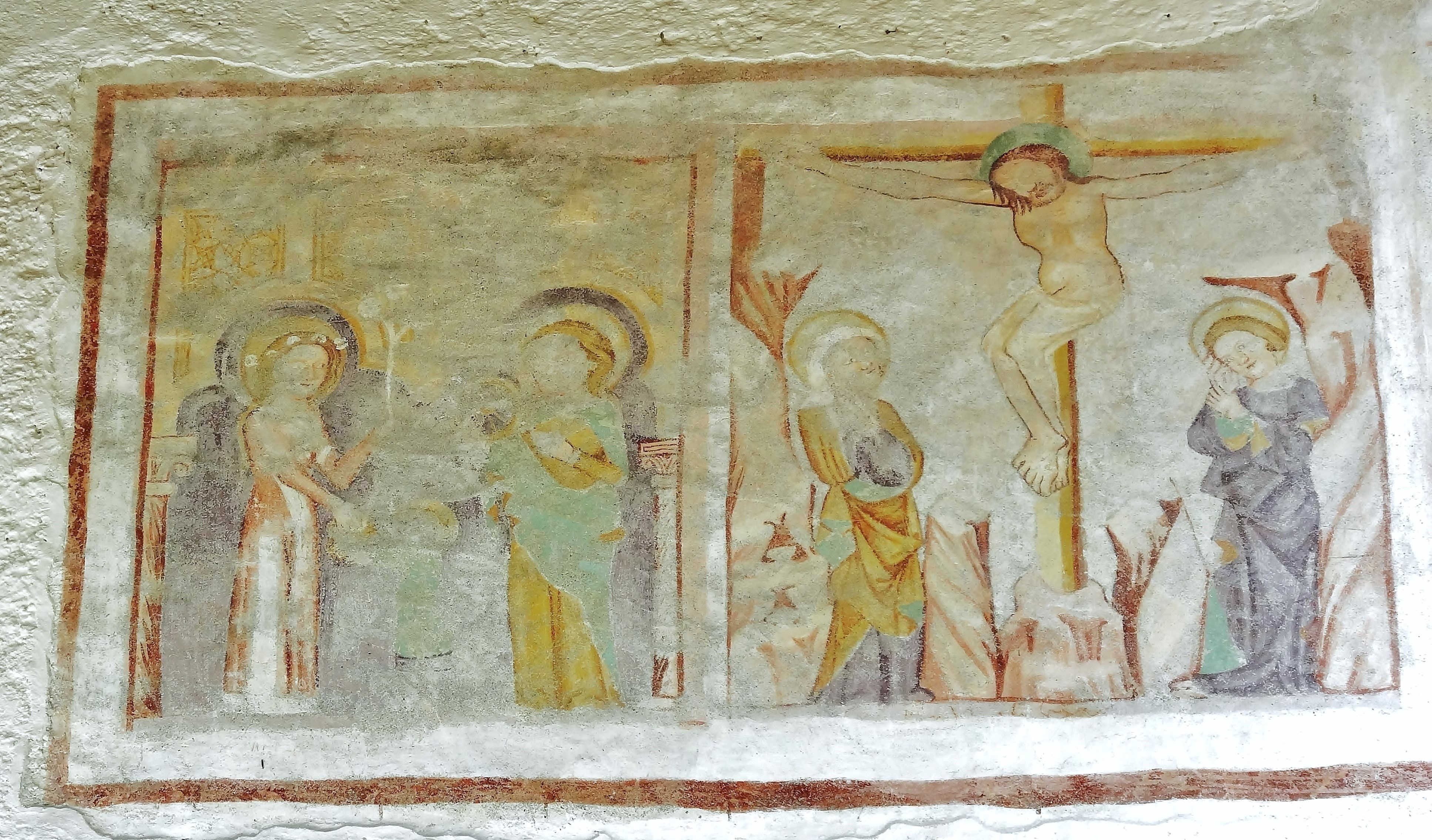
Fresko an der Südfassade
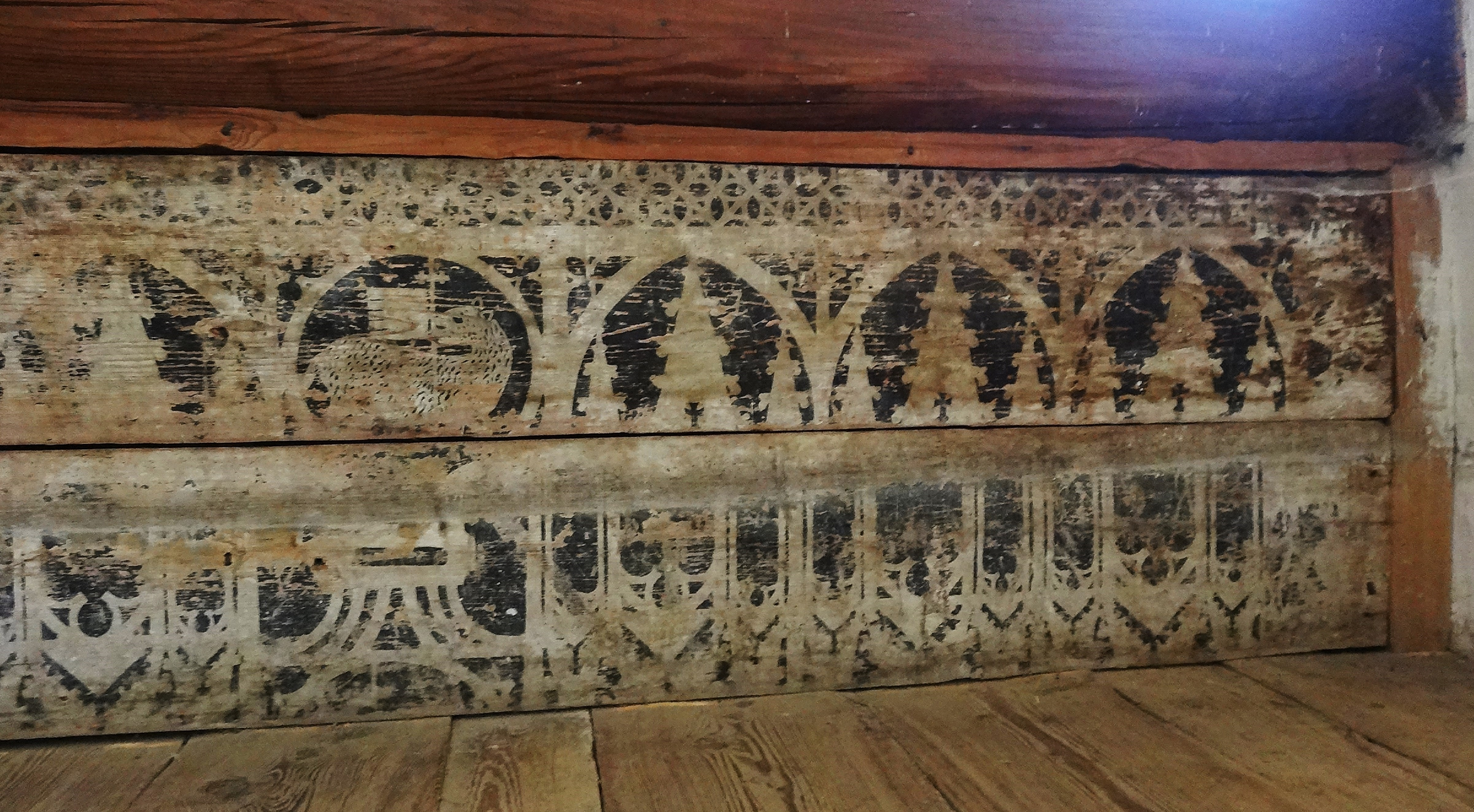
Schablonenmalerei auf der Rückseite der Emporenbrüstung

## Wandmalereien
Die Fresken entstanden in den siebziger Jahren des 15. Jahrhunderts und  gelten als das bedeutendste Werk des Thomas von Villach. Drei Streifen von etwa 140 cm hohen Bildfeldern füllen die gesamte Langhausnordwand. In der oberen Reihe sind elf Szenen aus der Georgslegende in einer ungewöhnlich ausführlichen Schilderung des Themas, vor allem der Martyrien dargestellt. (Nur der Georgszyklus im böhmischen Neuhaus von 1338 ist im Umfang der Bebilderung ähnlich.)

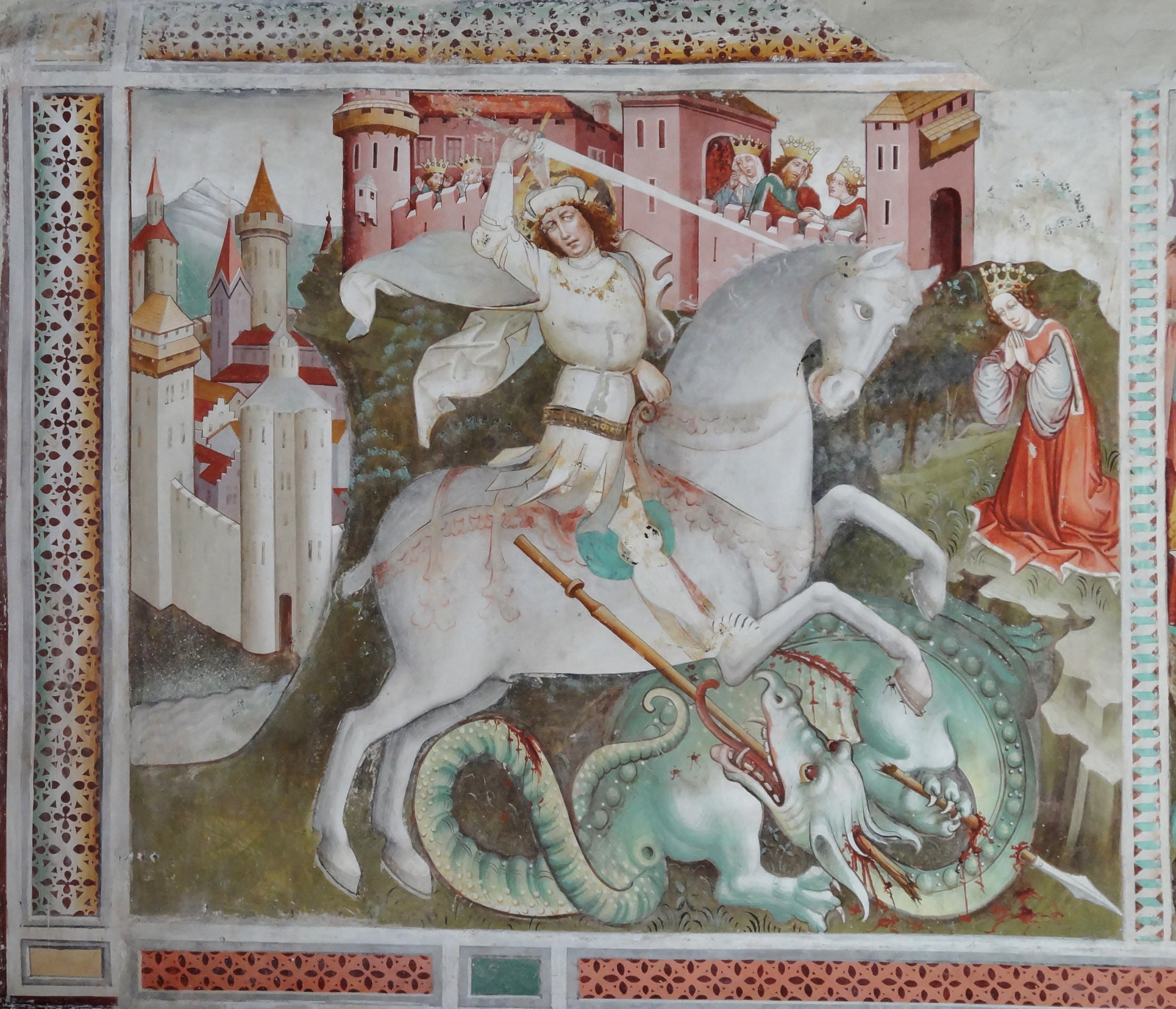
Der hl. Georg als Drachentöter
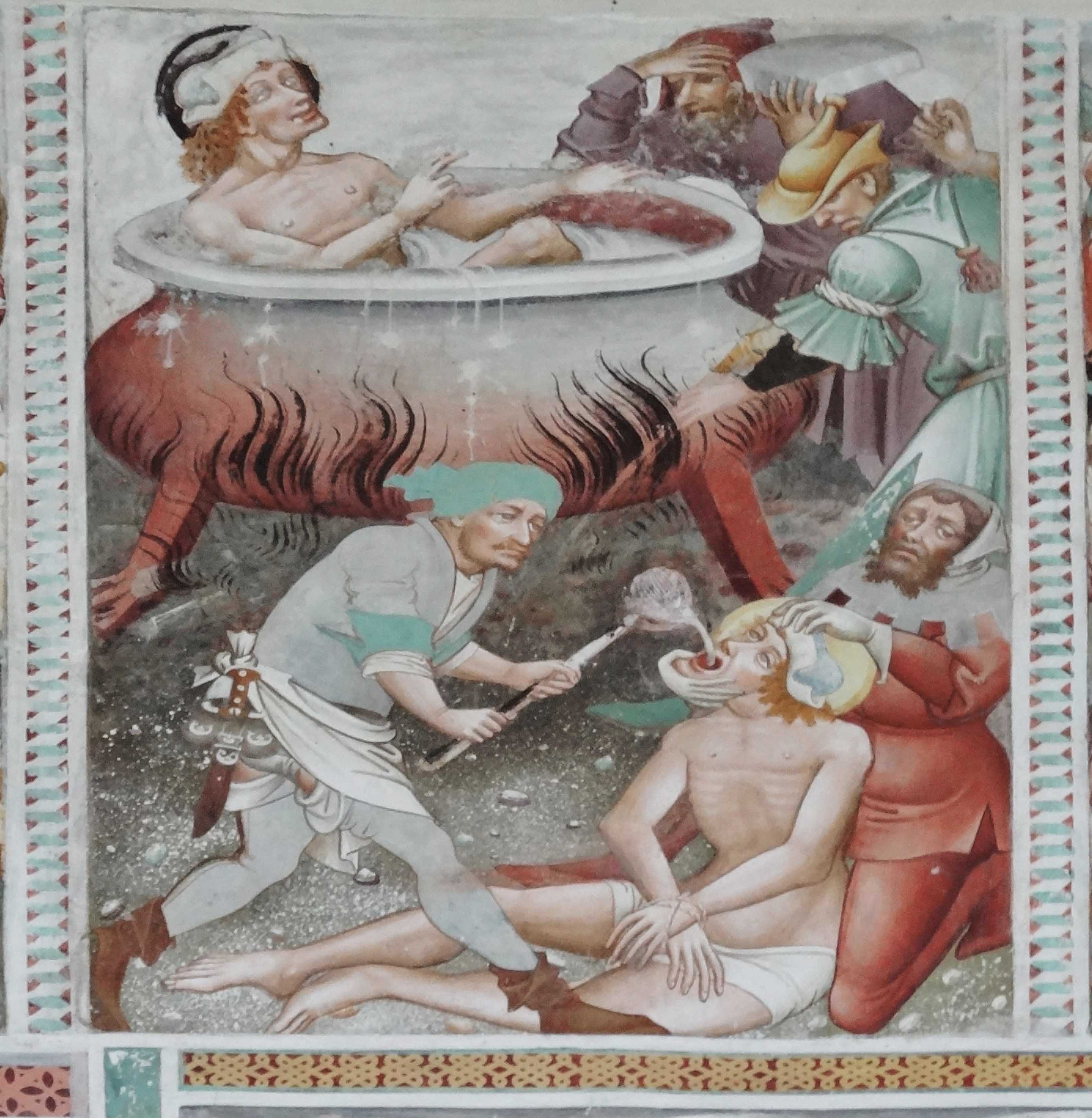
Martyrium des hl. Georg
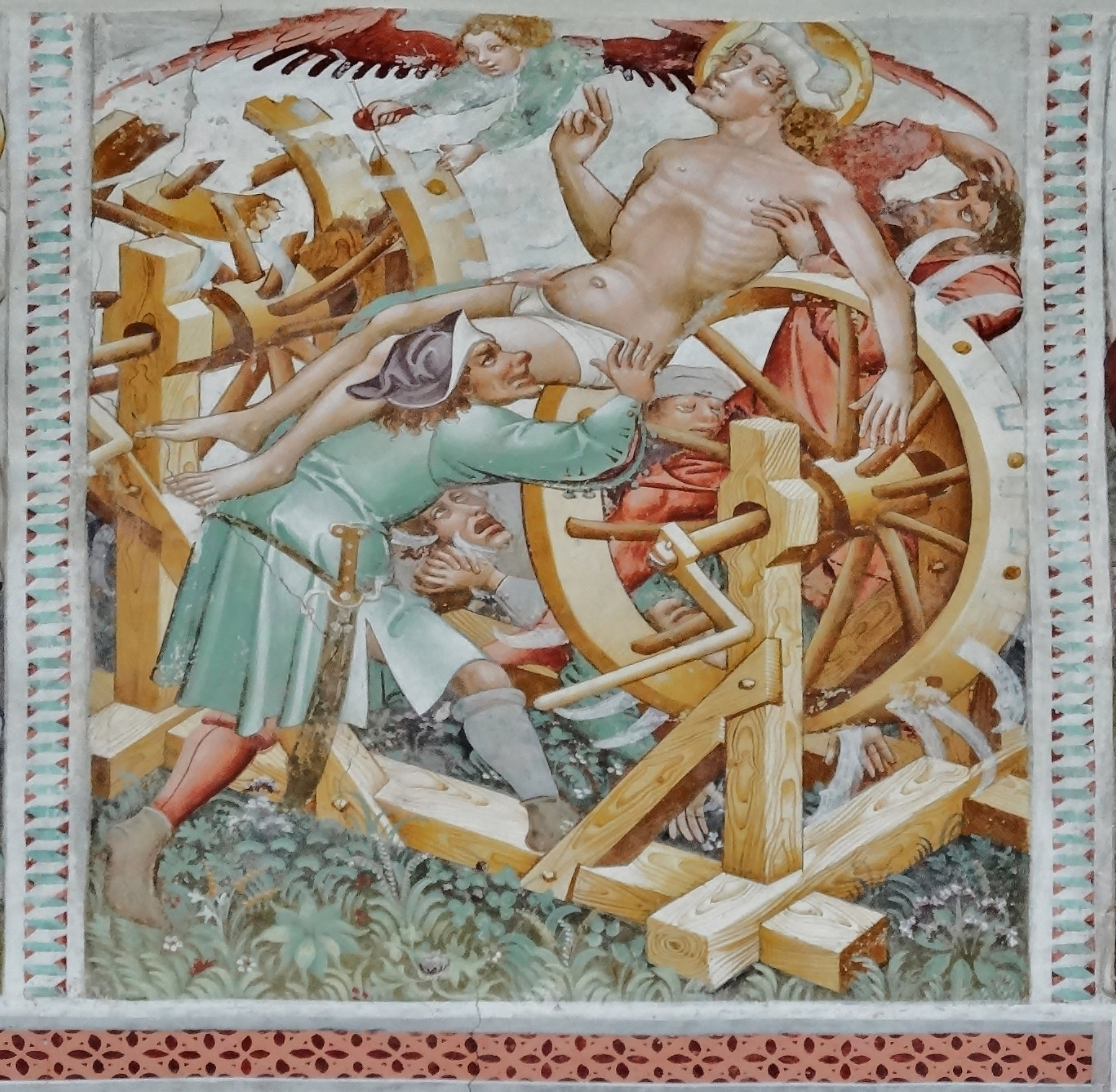
Martyrium des hl. Georg

In der mittleren Reihe wird in fünf Feldern die Weihnachtsgeschichte von der Verkündigung bis zur Darstellung des Herrn und in vier Feldern die Passion Christi erzählt. Dazwischen ist eine Schutzmantelmadonna. In der unteren Reihe sind in neun Bildern die Leiden Christi, die Höllenfahrt Christi, die Auferstehung, die Himmelfahrt und das Pfingstereignis dargestellt.

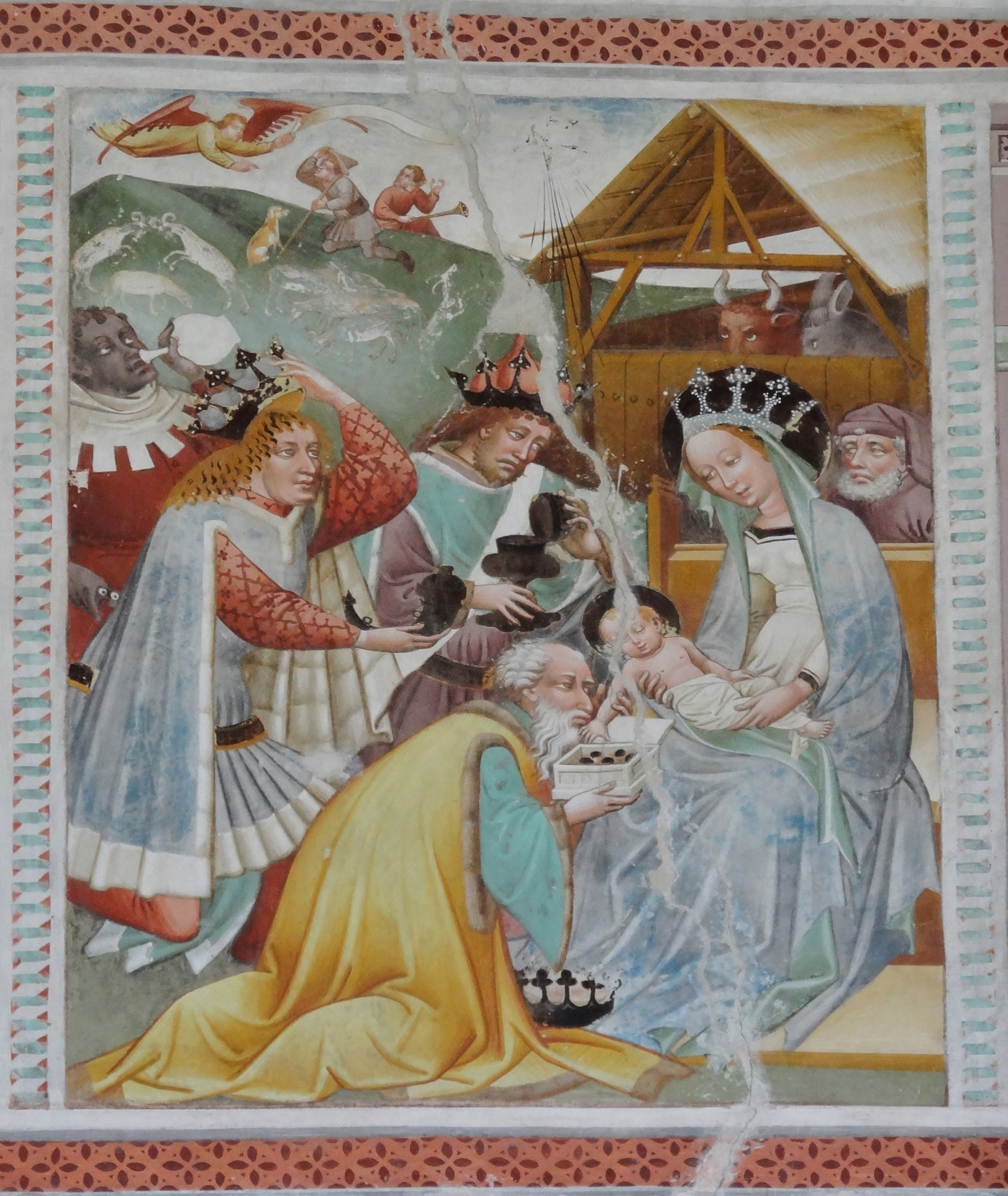
Anbetung der Hl. Drei Könige
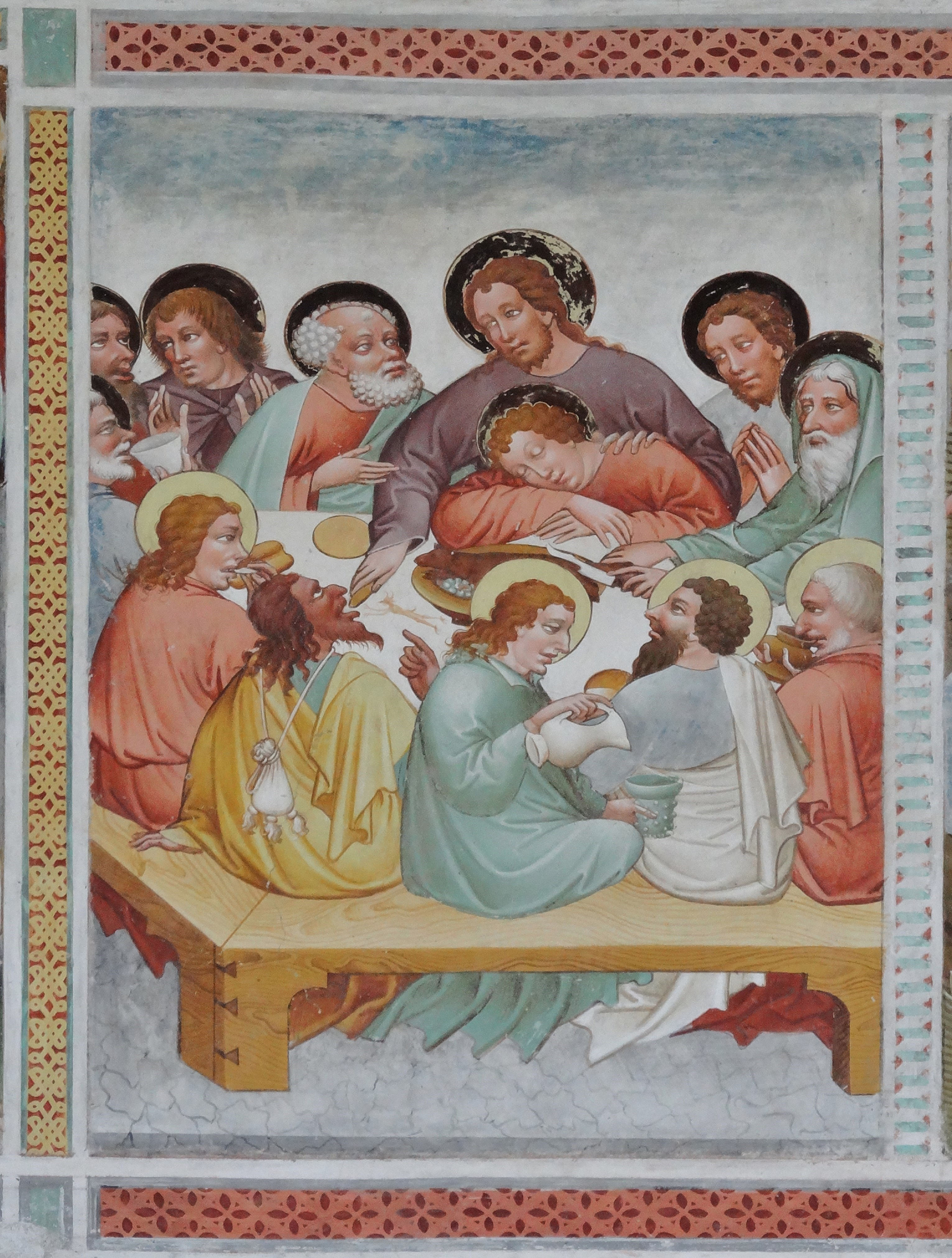
Das Letzte Abendmahl
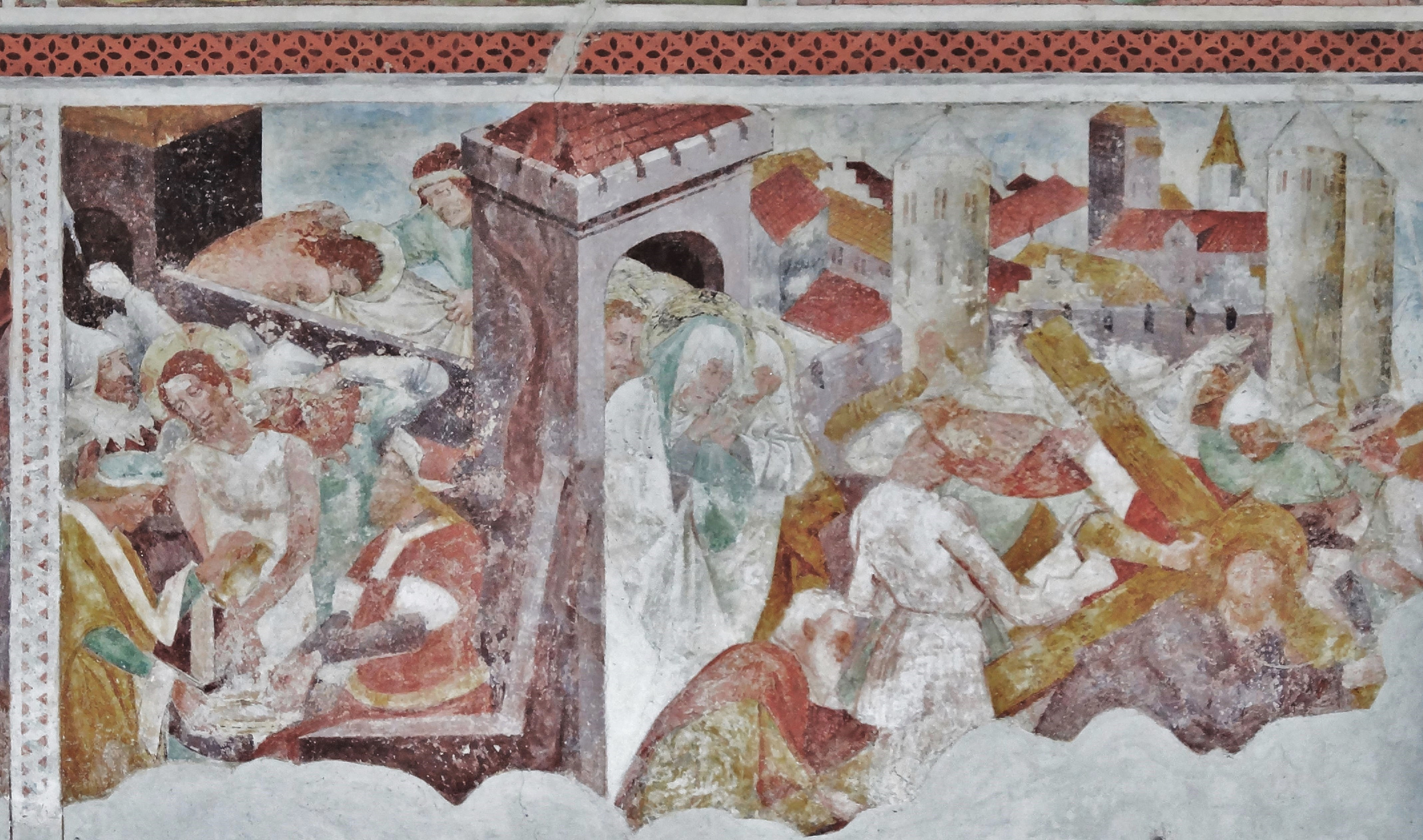
Leiden Christi
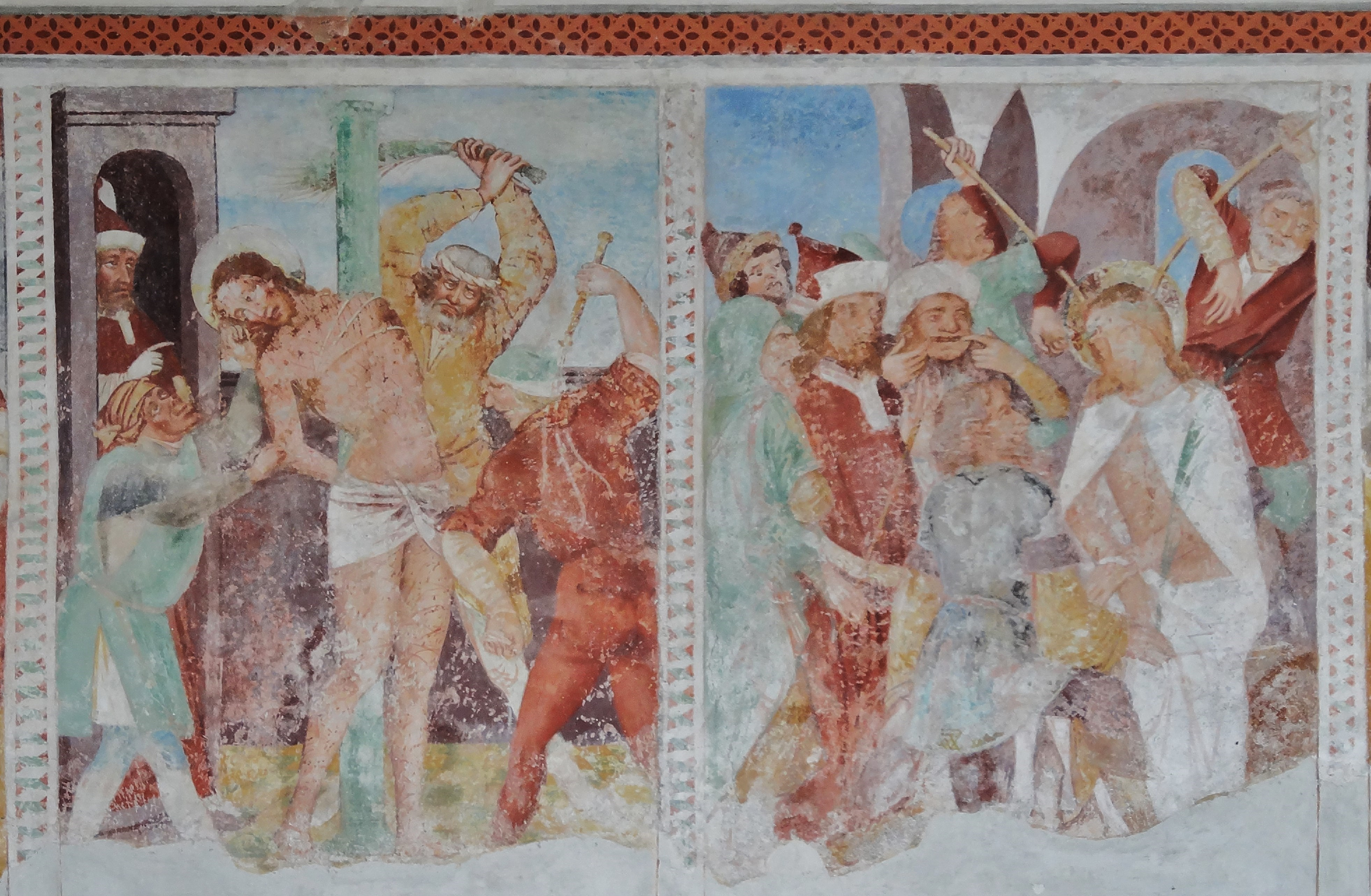
Leiden Christi

## Einrichtung

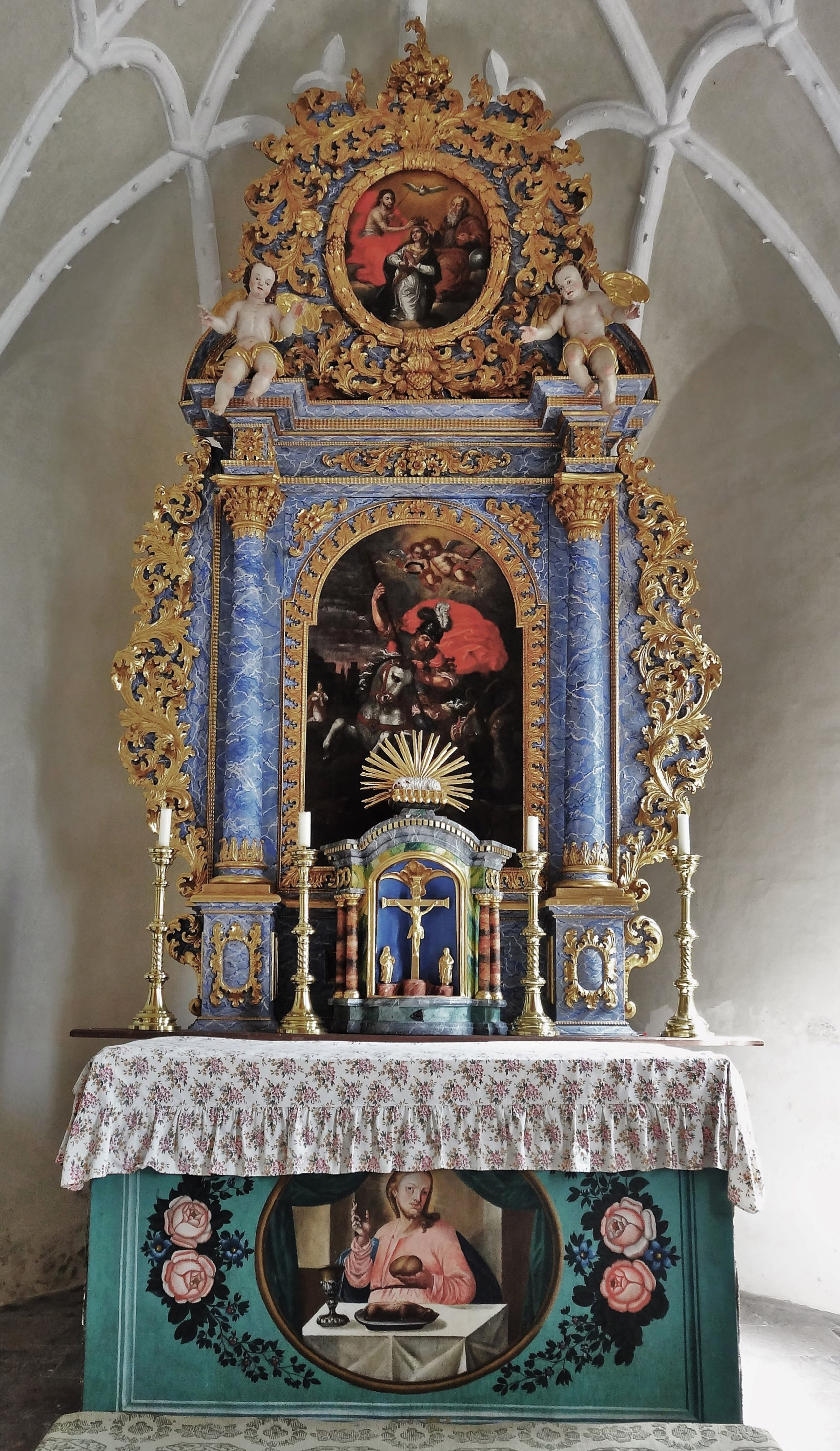
Der Hochaltar

Der barocke Hochaltar von 1705 mit Säulenretabel zeigt am Altarblatt den Drachenkampf des heiligen Georg. Vor dem Triumphbogen ist oben ein Kruzifix mit den Leidenswerkzeugen (Arma Christi) angebracht. Links vor dem Triumphbogen steht eine geschnitzte spätbarocke Pietà aus dem 18. Jahrhundert. Am Altar unter der Empore ist eine plastische Darstellung der „heiligen“ Kümmernis am Kreuz mit dem knienden Geiger zu ihren Füßen, dem sie ihren goldenen Schuh herabgeworfen hat (Anfang des 18. Jahrhunderts). An der Langhaussüdwand sind eine Rosenkranzmadonna und eine Konsolfigur des hl. Florian angebracht.

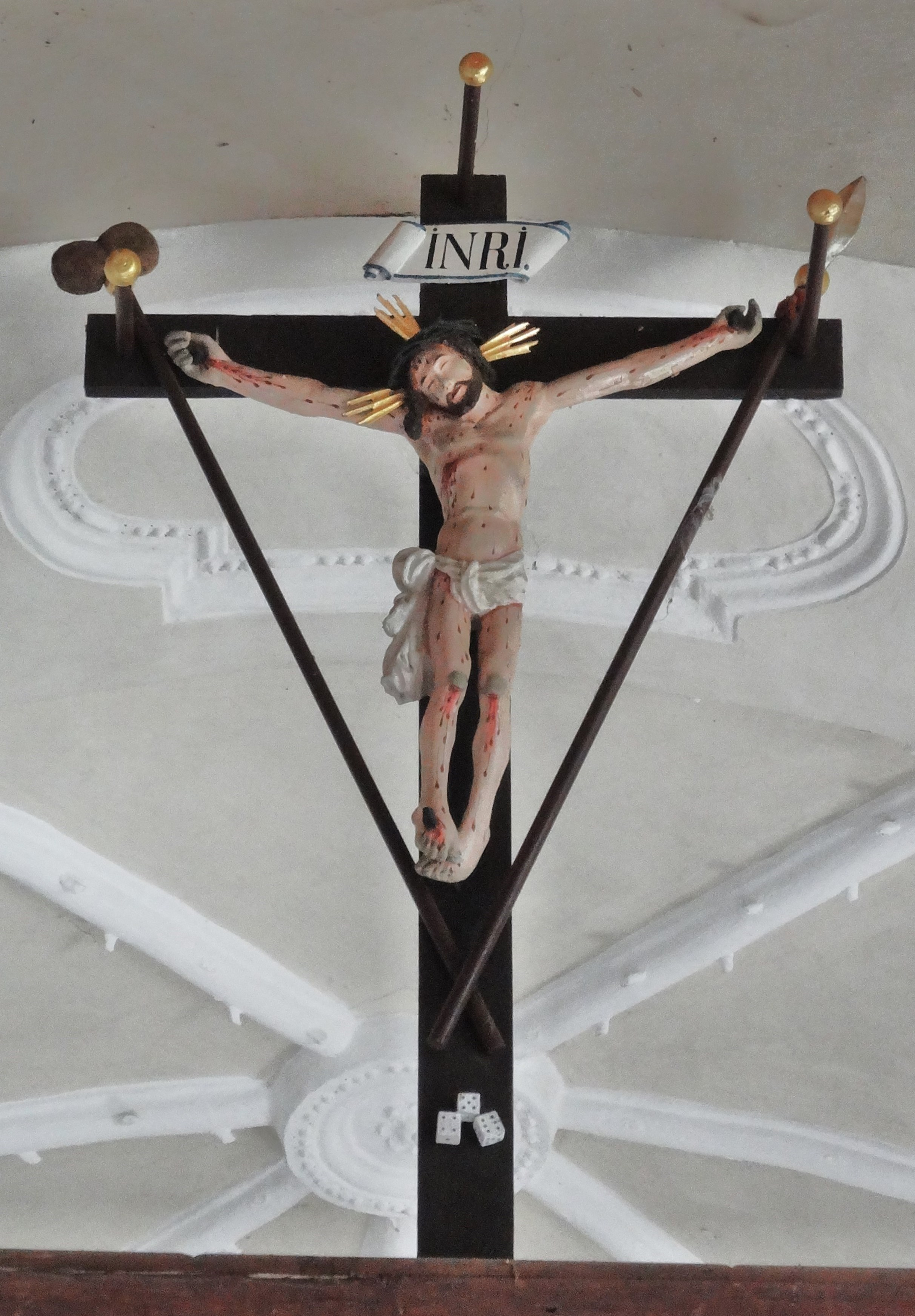
Kruzifix mit den Leidenswerkzeugen
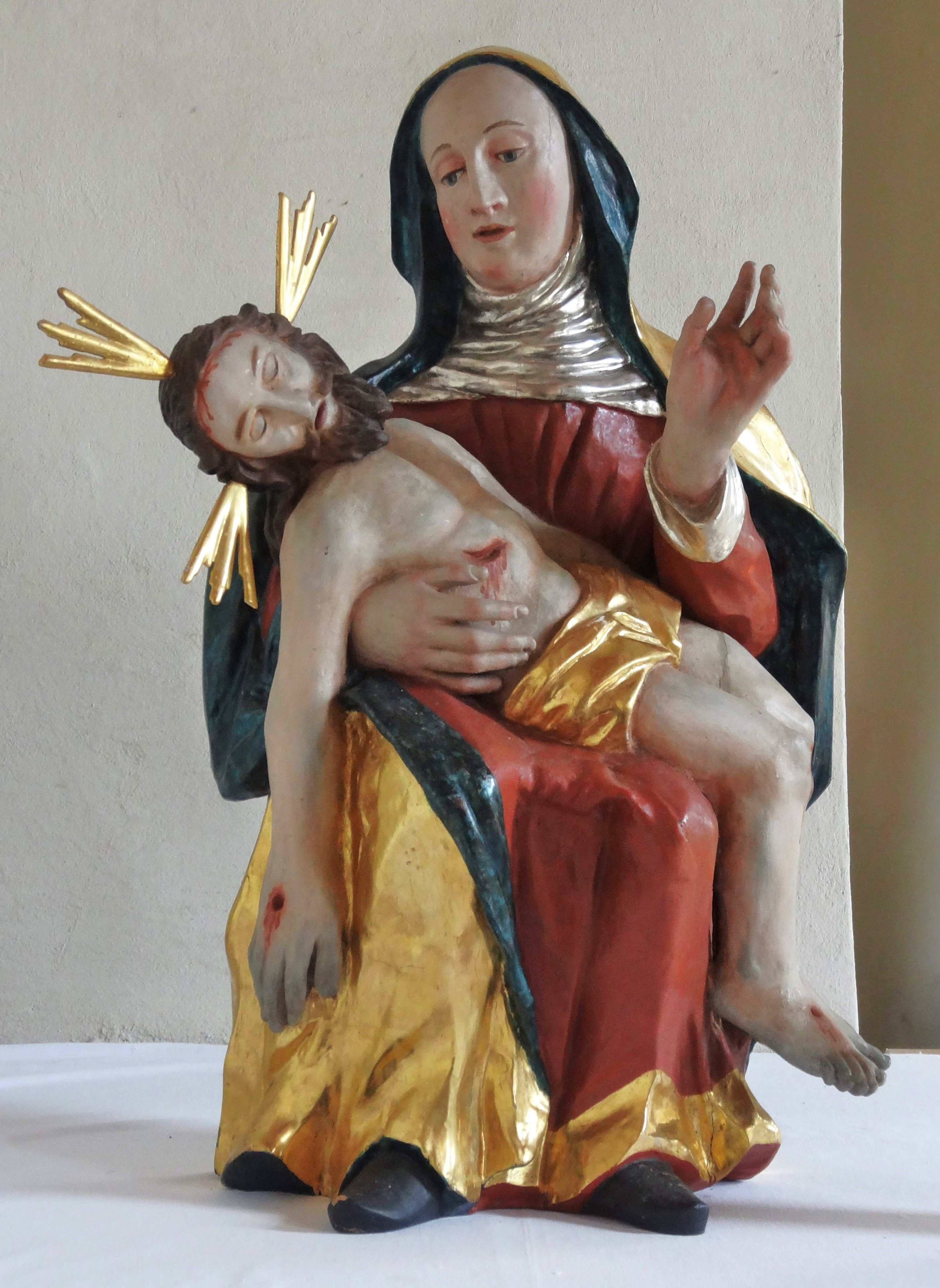
Pietà
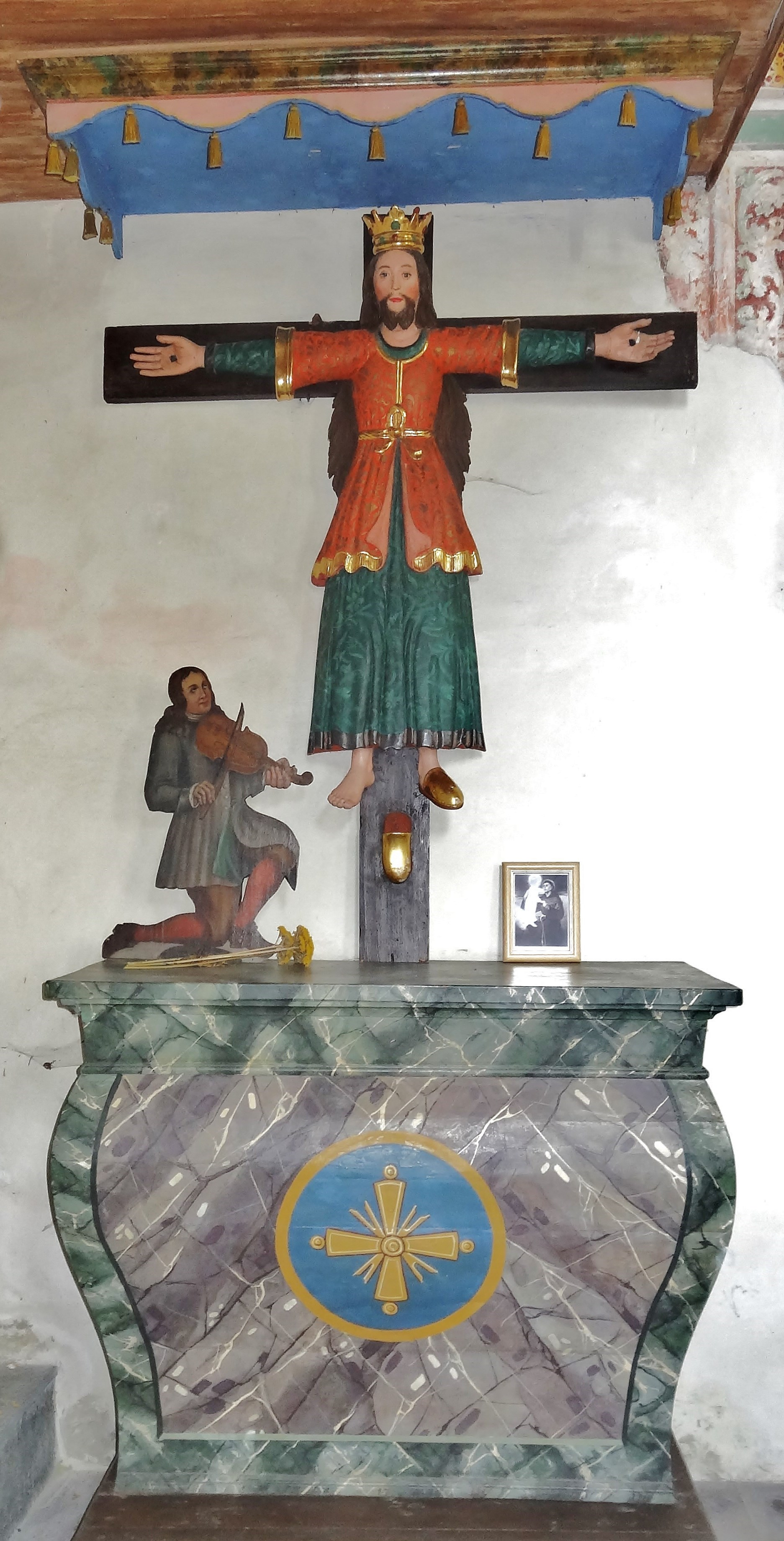
Die hl. Kümmernis

## Trivia
Die Kirche spielt eine zentrale Rolle im Roman Hier kocht der Wirt von Alois Brandstetter.